# Brutil Hosé
Brutil Fridarius Hosé (ur. 9 października 1979 w Willemstad) – piłkarz z Antyli Holenderskich grający podczas kariery na pozycji napastnika. W barwach reprezentacji Antyli Holenderskich strzelił 2 gole w 4 meczach.

## Kariera klubowa
Hosé seniorską karierę rozpoczął w 1997 roku w Ajaxie Amsterdam. W czasie gry dla Ajaxu zdobył dwa mistrzostwa Holandii oraz trzy puchary Holandii. W 2001 roku, będąc zawodnikiem Ajaxu Amsterdam, został wypożyczony do De Graafschap. Rok później znów został wypożyczony, tym razem do HFC Haarlem. W 2002 roku ostatni raz został wypożyczony. Przeszedł na rok do Sparty Rotterdam. W lecie 2003 roku został nowym zawodnikiem FC Dordrecht. Jednak już w zimie tego samego sezonu został sprzedany do greckiego Poseidon Nuon Perron, lecz tak samo jak w poprzedni klubie, grał tutaj tylko pół roku. W lecie 2004 roku zawodnika kupił katarski Al-Wakrah SC. Po roku grania w tym klubie przeszedł do malezyjskiego Sarawak FA. Rok później wrócił do Holandii by grać w VV Haaglandia. Grał tam do 2013. Był to jego ostatni klub w karierze.

## Kariera reprezentacyjna
Hosé w reprezentacji Antyli Holenderskich zadebiutował w 2004 roku. W czterech rozegranych dla tej reprezentacji meczach zawodnik strzelił dwie bramki.